# Conchidium japonicum
Conchidium japonicum är en orkidéart som först beskrevs av Carl Maximowicz, och fick sitt nu gällande namn av Sing Chi Chen och Jeffrey James Wood. Conchidium japonicum ingår i släktet Conchidium, och familjen orkidéer. Inga underarter finns listade i Catalogue of Life.